# مولي صموئيل
مولي صموئيل (بالإنجليزية: Molly Samuels)‏ هي لاعبة كاراتيه بريطانية، ولدت في 12 سبتمبر 1961.

## وصلات خارجية
- مولي صموئيل على موقع KarateRec.com (الإنجليزية)
- مولي صموئيل على موقع الجمعية الدولية للألعاب العالمية (الإنجليزية)